# DePauw University
La DePauw University è una università degli Stati Uniti fondata nel 1837 a Greencastle, Indiana col nome di Indiana Asbury University. 
Nel 1884 prese il nome attuale in onore del filantropo Washington C. DePauw.